# Barra do Garças

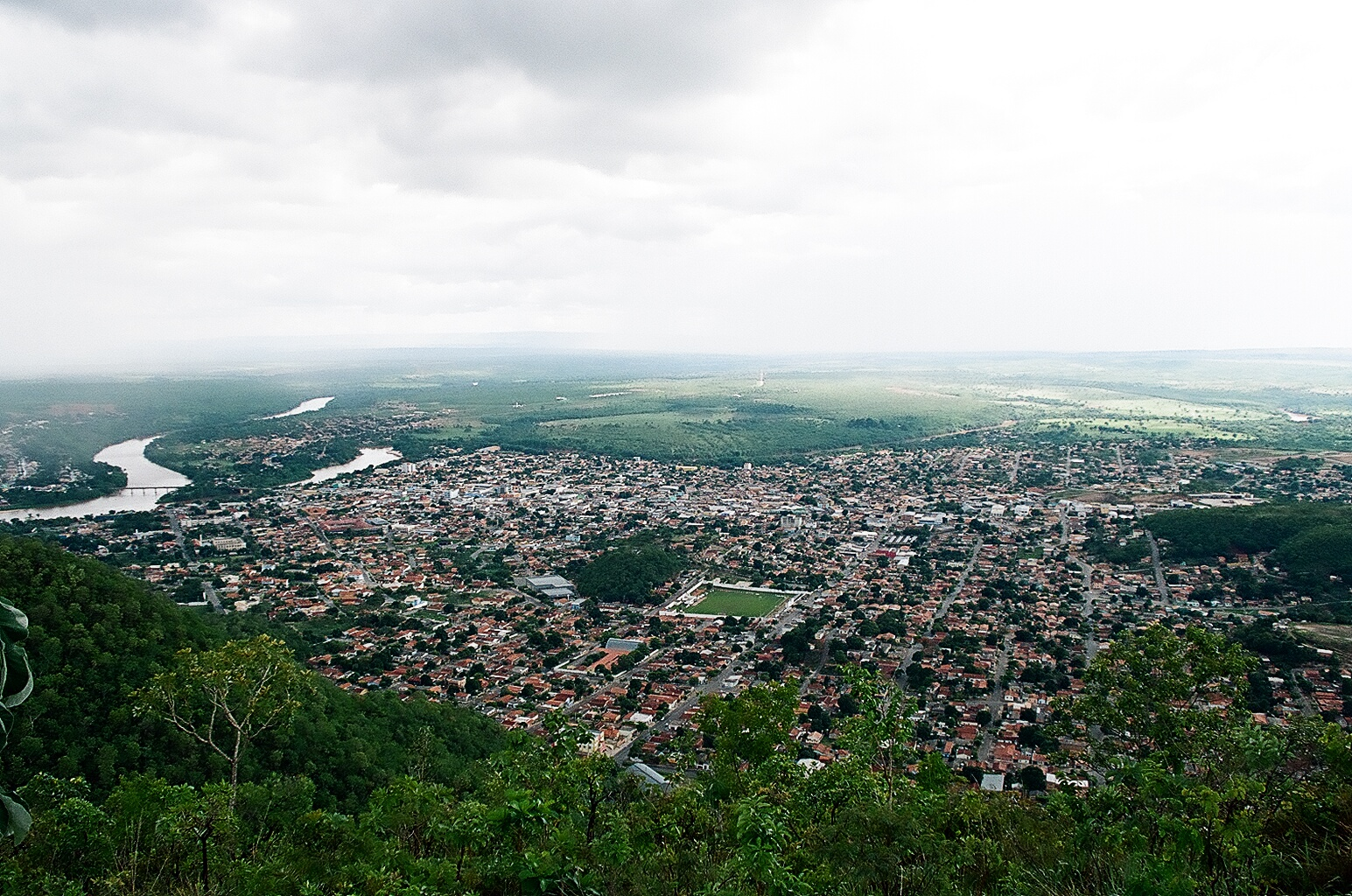
Barra del Garzas-MT

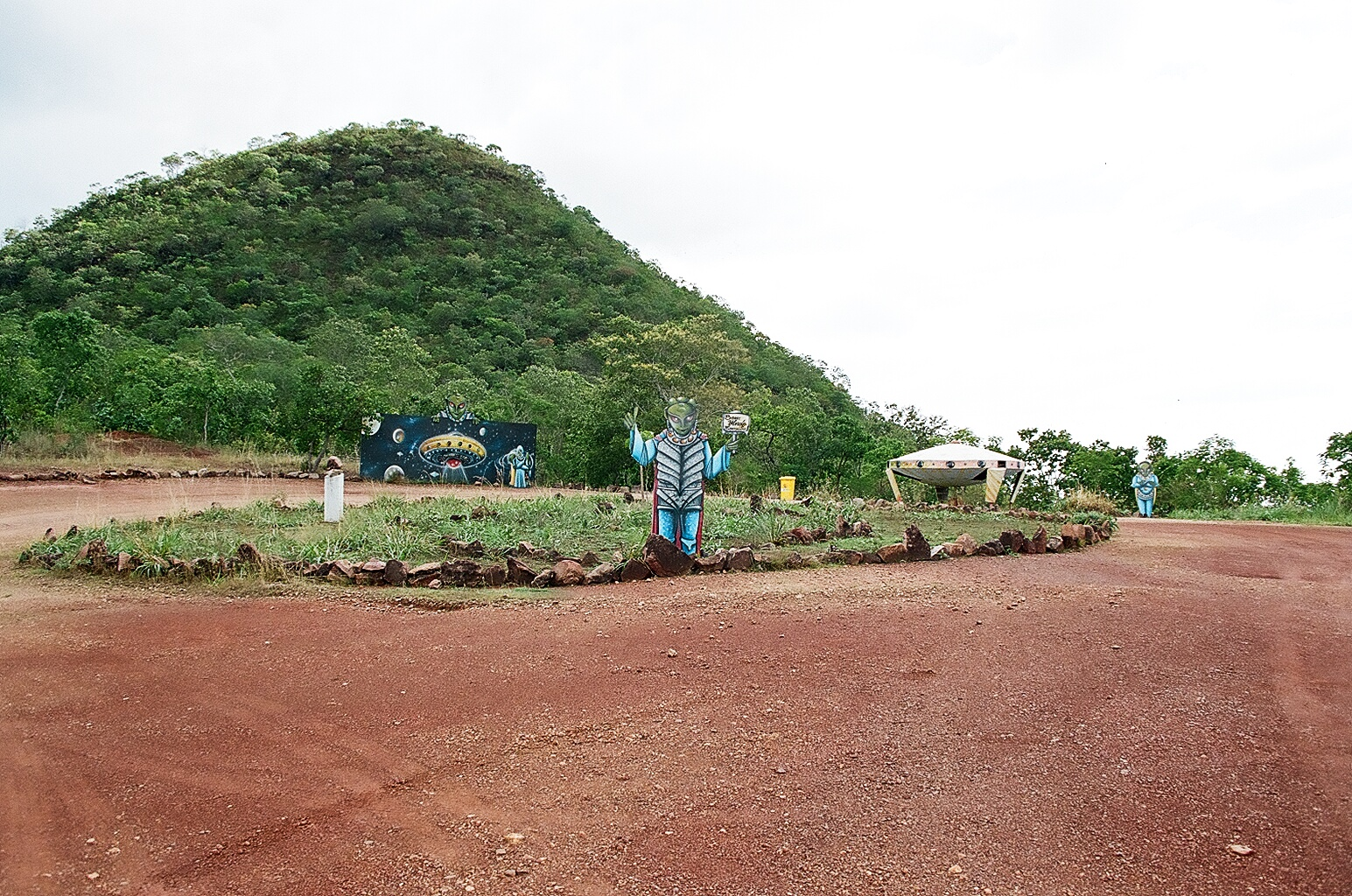
Discopuerto de Barra do Garças-MT

Barra do Garças es un municipio brasilero del estado de Mato Grosso. Se localiza a una latitud 15º53'24" sur y a una longitud 52º15'24" oeste, estando a una altitud de 318 metros. Su población en 2022 era de 69 210 habitantes. Posee un área de 8363,149 km².

## Geografía
Enclavado a los pies de la Sierra Azul, un brazo de la Sierra del Roncador, el municipio está bordeado por los Ríos Araguaia y Garças. De las Sierras que la circundan brotan varios ríos, que en su descenso hacia el río principal, van creando decenas de cascadas de gran belleza. Barra se localiza en el centro geodésico de Brasil y también es conocida como Portal de la Amazonia donde se inicia el paralelo 16.

## Turismo
Con la intención de aumentar el turismo, en la década de 1990 se inició un proyecto municipal para construir un aeropuerto para ovnis en la ciudad.
El municipio cuenta también con varias cascadas. Las principales están situadas en la Sierra Azul que también posee el Cristo Redentor visible en la mayor parte de la ciudad.